# Thomsonsche Schwingungsgleichung
Mit der Thomsonschen Schwingungsgleichung lässt sich die Resonanzfrequenz {\displaystyle f_{0}} eines Schwingkreises (Reihenschwingkreis und idealer Parallelschwingkreis) mit der Kapazität C und der Induktivität L berechnen. Sie wurde 1853 von dem britischen Physiker William Thomson erstmals formuliert und lautet:
{\displaystyle f_{0}={\frac {1}{2\pi {\sqrt {LC}}}}}
Oder umgeformt für die Periodendauer (Schwingungszeit):
{\displaystyle T={\frac {1}{f_{0}}}=2\pi {\sqrt {LC}}}

## Herleitung

### Allgemein
Im Resonanzfall ist der Resonanzwiderstand so groß wie der Serienwiderstand. Der kapazitive Widerstand {\displaystyle X_{C}} des Kondensators und der induktive Widerstand {\displaystyle X_{L}} der Spule innerhalb des Schwingkreises kompensieren sich auf null:
{\displaystyle X_{L}+X_{C}=0\qquad \Leftrightarrow \qquad \omega _{0}L-{\frac {1}{\omega _{0}C}}=0}
{\displaystyle \omega _{0}L={\frac {1}{\omega _{0}C}}}
{\displaystyle 2\pi f_{0}L={\frac {1}{2\pi f_{0}C}}}, da gilt {\displaystyle \omega =2\pi f}
{\displaystyle {f_{0}}^{2}={\frac {1}{4\pi ^{2}LC}}}
{\displaystyle f_{0}={\frac {1}{2\pi {\sqrt {LC}}}}}, üblich ist auch die Form: {\displaystyle \omega _{0}={\frac {1}{\sqrt {LC}}}}

### Nach dem Energieerhaltungssatz
Betrachten wir den elektrischen Schwingkreis als ein geschlossenes System, so ist die Summe aller Energieformen in diesem System zu jeder Zeit t konstant.
{\displaystyle \!\,E_{\mathrm {mag} }(t)+E_{\rm {el}}(t)=E_{\rm {Gesamt}}}
{\displaystyle E_{\mathrm {mag} }}: magnetische Feldenergie der Spule
{\displaystyle E_{\mathrm {el} }}: elektrische Feldenergie des Kondensators
{\displaystyle E_{\mathrm {Gesamt} }}: Gesamtenergie des Systems (konstant)
Setzt man die entsprechenden Formeln ein, so kommt man auf folgende Differentialgleichung:
{\displaystyle {\frac {1}{2}}LI^{2}(t)+{\frac {1}{2C}}Q^{2}(t)=E_{\mathrm {Gesamt} }}
Aus
{\displaystyle I(t)={\frac {dQ(t)}{dt}}={\dot {Q}}(t)}
folgt:
{\displaystyle {\frac {1}{2}}L{\dot {Q}}^{2}(t)+{\frac {1}{2C}}Q^{2}(t)=E_{\mathrm {Gesamt} }}
Nun leitet man diese Gleichung nach der Zeit ab und erhält:
{\displaystyle L{\dot {Q}}{\ddot {Q}}(t)+{\frac {1}{C}}Q{\dot {Q}}(t)=0}
{\displaystyle I(t)\left(L{\ddot {Q}}+{\frac {1}{C}}Q(t)\right)=0}
{\displaystyle L{\ddot {Q}}+{\frac {1}{C}}Q(t)=0}, da im Schwingkreis gilt: {\displaystyle I(t)\neq 0}.
Um diese Gleichung zu lösen, müssen wir einen Zusammenhang zwischen {\displaystyle Q(t)} und {\displaystyle {\ddot {Q}}(t)} herstellen. Dazu verwenden wir eine Sinusfunktion als Lösungsansatz, da sie sich auf Grund ihrer Periodizität gut zur Beschreibung einer Schwingung eignet.
{\displaystyle Q(t)={\hat {Q}}\cdot \sin(\omega t+\varphi )}
{\displaystyle {\dot {Q}}(t)=\omega {\hat {Q}}\cdot \cos(\omega t+\varphi )}
{\displaystyle {\ddot {Q}}(t)=-\omega ^{2}{\hat {Q}}\cdot \sin(\omega t+\varphi )=-\omega ^{2}\cdot Q(t)}
{\displaystyle {\hat {Q}}}: maximale Ladung (Amplitude)
{\displaystyle \omega }: Kreisfrequenz
{\displaystyle \varphi }: Phasenverschiebung
Durch Einsetzen ergibt sich:
{\displaystyle {\frac {1}{C}}Q(t)-\omega ^{2}LQ(t)=0}
{\displaystyle Q(t)\left({\frac {1}{C}}-\omega ^{2}L\right)=0}
{\displaystyle {\frac {1}{C}}-\omega ^{2}L=0}, da im Schwingkreis gilt: {\displaystyle Q(t)\neq 0}
Daraus folgt mit {\displaystyle \omega =2\pi f}:
{\displaystyle {\frac {1}{C}}-4\pi ^{2}f_{0}^{2}L=0}
{\displaystyle {f_{0}}^{2}={\frac {1}{4\pi ^{2}LC}}}
{\displaystyle f_{0}={\frac {1}{2\pi {\sqrt {LC}}}}}
Die thomsonsche Schwingungsgleichung gilt nur für Serienschwingkreise und ideale Parallelschwingkreise. Bei komplexeren Topologien muss, ausgehend von {\displaystyle \left\vert X_{L}\right\vert =\left\vert X_{C}\right\vert }, die Frequenz abgeleitet werden.
Des Weiteren muss bei der Anwendung der thomsonschen Schwingungsgleichung darauf geachtet werden, dass sich das jeweilige System im Schwingfall befindet – die Dämpfung durch den ohmschen Widerstand also nicht zu groß ist. Bei nicht zu großer Dämpfung kann die beim Parallelschwingkreis veränderte Resonanzfrequenz mit dem Verlustwiderstand  RL von L berechnet werden:
{\displaystyle \omega _{D}=\omega _{0}{\sqrt {1-R_{L}^{2}{\frac {C}{L}}}}}